# Убинка
Убинка или Убин (рус. Убин, Убинка) река је на југу европског дела Руске Федерације. Протиче преко територије Краснодарске покрајине и Републике Адигеје, односно преко њиховог Северског и Тахтамукајског рејона. Лева је притока реке Афипс, те део басена реке Кубањ и Азовског мора. 
Извире на североисточним обронцима планине Папај. Дужина водотока је 63 km, а површина сливног подручја 287 km². Протиче кроз станице Убинскаја, Азовскаја и Северскаја.